# دمیتری اولیانف

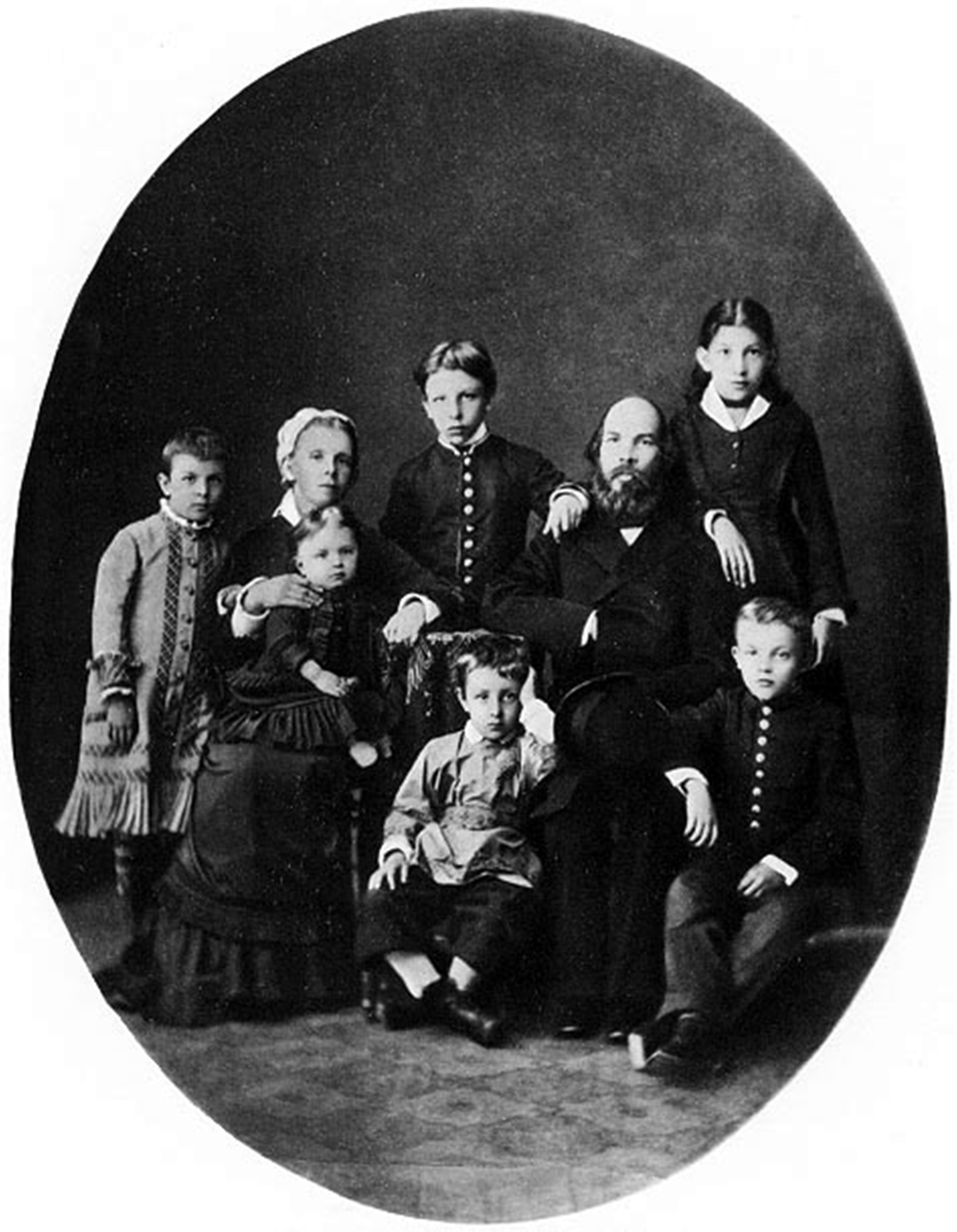
خانواده اولیانوف، ۱۸۷۹ (دیمیتری در وسط نشسته، ولادیمیر در سمت راست نشسته‌است)

دمیتری ایلیچ اولیانف (روسی: Дми́трий Ильи́ч Улья́нов؛ ۱۶ اوت [سبک قدیمی: ۴ اوت] ۱۸۷۴ – ۱۶ ژوئیه ۱۹۴۳) پزشک و انقلابی روس، و برادر کوچکتر ولادیمیر لنین و الکساندر اولیانوف بود.
دمیتری اولیانف در دانشگاه دولتی مسکو پزشکی خوانده بود. او به مارکسیسم گروید و عضوی از اتحاد کارگران گردید. برای نخستین بار در ۱۸۹۷ توسط پلیس دستگیر شده و به تولا و سپس پودولسک تبعید شد. مدتی خبرنگار ایسکرا شده و نهایتاً توانست از دانشگاه تارتو مدرک بگیرد.
او از اعضای مورد اعتماد حزب سوسیال دموکرات کارگری روسیه بود. در جریان جنگ جهانی اول او به عنوان پزشک در جبهه‌ها بود و در همان‌جا هم دست از فعالیت‌های انقلابی‌اش برنداشت. حاصل ازدواج او با آنتونیا نشچرتاوا یک پسر به نام ویکتور و یک دختر به نام اُلگا بود.
بسیاری از خیابان‌ها و دیگر مکان‌ها در اتحاد جماهیر شوروی به افتخار او نامگذاری شده‌بود.